# Building Management System
Ein Building Management System (BMS) ist eine Software, mit der ein Gebäude, das über eine Gebäudeautomatisierung verfügt, visualisiert und gesteuert werden kann. Zu den üblichen Funktionen eines Building Management Systems gehören das Steuern von Licht- und Klimaanlagen.
Building Management Systeme werden in privaten Haushalten sowie in gewerblichen und öffentlichen Gebäuden eingesetzt. Grundlage für die Nutzung eines solchen Systems ist eine vorhandene Gebäudeautomatisierung, zum Beispiel durch eine EIB-Installation.
Es gibt in Deutschland zahlreiche Hersteller von Building Management Systemen. Zurzeit gibt es noch keinen allgemein anerkannten Standard für die Gebäudeautomation in Deutschland, der von ausreichend Anwendern verwendet wird, um sich als zukunftsträchtiges System zu etablieren.
Eine weitere Beschreibung ist unter Gebäudeleittechnik (GLT) zu finden. Dies ist die deutsche Entsprechung zu BMS.